# Toffelblommor
Toffelblommor (Calceolaria) är ett släkte i familjen toffelblomsväxter.
Toffelblommor är i huvudsak sydamerikanska örter och halvbuskar. Av de ca 500 arterna odlas flera som prydnadsväxter. Med temperaturförändringar, dagsförlängning och sortval kan man få toffelblommor att blomma redan vid jultid. Blommorna har en stor, toffellikt uppblåst underläpp och är vanligen gula, gulbruna eller fläckiga.

## Bildgalleri

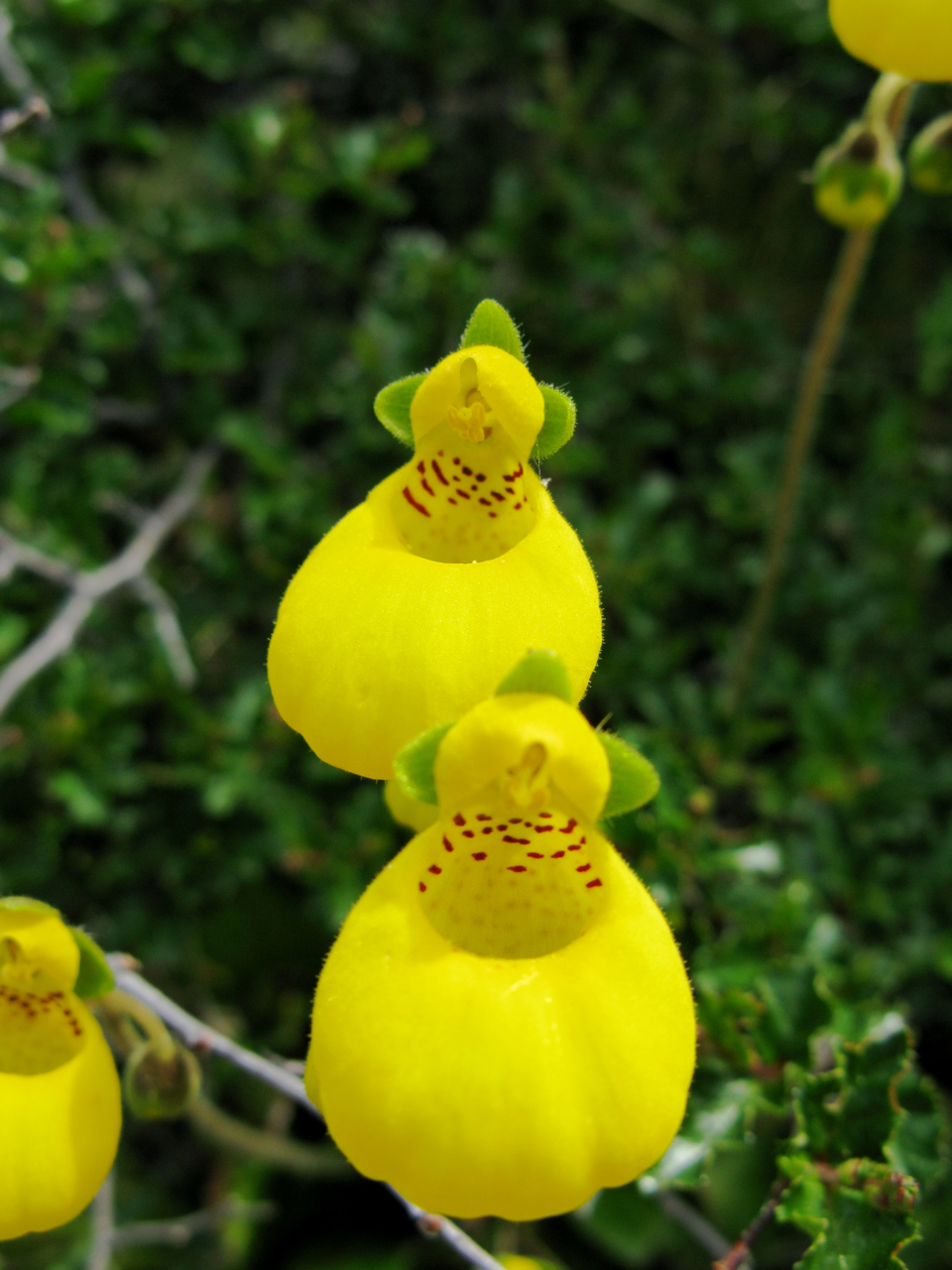

## Dottertaxa till Toffelblommor, i alfabetisk ordning[1]
- Calceolaria adenanthera
- Calceolaria adenocalyx
- Calceolaria aiseniana
- Calceolaria ajugoides
- Calceolaria alata
- Calceolaria alba
- Calceolaria albotomentosa
- Calceolaria amoena
- Calceolaria andina
- Calceolaria angustiflora
- Calceolaria angustifolia
- Calceolaria anisanthera
- Calceolaria annua
- Calceolaria aperta
- Calceolaria aquatica
- Calceolaria arachnoidea
- Calceolaria arbuscula
- Calceolaria argentea
- Calceolaria ascendens
- Calceolaria asperula
- Calceolaria atahualpae
- Calceolaria auriculata
- Calceolaria australis
- Calceolaria ballotifolia
- Calceolaria barbata
- Calceolaria bartsiifolia
- Calceolaria bentae
- Calceolaria bicolor
- Calceolaria bicrenata
- Calceolaria biflora
- Calceolaria bogotensis
- Calceolaria boliviana
- Calceolaria borsinii
- Calceolaria brachiata
- Calceolaria brunellifolia
- Calceolaria buchtieniana
- Calceolaria bullata
- Calceolaria caespitosa
- Calceolaria cajabambae
- Calceolaria caleuana
- Calceolaria calycina
- Calceolaria campanae
- Calceolaria cana
- Calceolaria cataractarum
- Calceolaria cavanillesii
- Calceolaria chaetostemon
- Calceolaria chelidonioides
- Calceolaria chrysosphaera
- Calceolaria collina
- Calceolaria colombiana
- Calceolaria colquepatana
- Calceolaria commutata
- Calceolaria comosa
- Calceolaria concava
- Calceolaria connatifolia
- Calceolaria conocarpa
- Calceolaria cordifolia
- Calceolaria cordiformis
- Calceolaria corymbosa
- Calceolaria crassa
- Calceolaria crenata
- Calceolaria crenatiflora
- Calceolaria cumbemayensis
- Calceolaria cuneiformis
- Calceolaria cypripediiflora
- Calceolaria deflexa
- Calceolaria densiflora
- Calceolaria densifolia
- Calceolaria dentata
- Calceolaria dentifolia
- Calceolaria dichotoma
- Calceolaria dilatata
- Calceolaria discotheca
- Calceolaria divaricata
- Calceolaria elatior
- Calceolaria engleriana
- Calceolaria ericoides
- Calceolaria extensa
- Calceolaria fabrisii
- Calceolaria ferruginea
- Calceolaria filicaulis
- Calceolaria flavovirens
- Calceolaria flexuosa
- Calceolaria fothergillii
- Calceolaria frondosa
- Calceolaria fusca
- Calceolaria gaultherioides
- Calceolaria georgiana
- Calceolaria germainii
- Calceolaria glacialis
- Calceolaria glandulosa
- Calceolaria glauca
- Calceolaria gossypina
- Calceolaria grandiflora
- Calceolaria harlingii
- Calceolaria helianthemoides
- Calceolaria heterophylla
- Calceolaria hirsuta
- Calceolaria hirtiflora
- Calceolaria hispida
- Calceolaria hypericina
- Calceolaria hyssopifolia
- Calceolaria inamoena
- Calceolaria inaudita
- Calceolaria incarum
- Calceolaria inflexa
- Calceolaria integrifolia
- Calceolaria irazuensis
- Calceolaria jujuyensis
- Calceolaria laevis
- Calceolaria lagunae-blancae
- Calceolaria lamiifolia
- Calceolaria lanata
- Calceolaria lanigera
- Calceolaria lasiocalyx
- Calceolaria latifolia
- Calceolaria lavandulifolia
- Calceolaria lehmanniana
- Calceolaria lepida
- Calceolaria lepidota
- Calceolaria leptantha
- Calceolaria leucanthera
- Calceolaria linearis
- Calceolaria llamaensis
- Calceolaria lobata
- Calceolaria lojensis
- Calceolaria ludens
- Calceolaria luteocalyx
- Calceolaria maculata
- Calceolaria mandoniana
- Calceolaria martinezii
- Calceolaria melissifolia
- Calceolaria mexicana
- Calceolaria meyeniana
- Calceolaria micans
- Calceolaria microbefaria
- Calceolaria molaui
- Calceolaria mollissima
- Calceolaria monantha
- Calceolaria morisii
- Calceolaria moyobambae
- Calceolaria myriophylla
- Calceolaria neglecta
- Calceolaria nevadensis
- Calceolaria nitida
- Calceolaria nivalis
- Calceolaria nudicaulis
- Calceolaria obliqua
- Calceolaria oblonga
- Calceolaria obtusa
- Calceolaria odontophylla
- Calceolaria olivacea
- Calceolaria oreophila
- Calceolaria oxapampensis
- Calceolaria oxyphylla
- Calceolaria pallida
- Calceolaria paposana
- Calceolaria paralia
- Calceolaria parviflora
- Calceolaria parvifolia
- Calceolaria pavonii
- Calceolaria pedunculata
- Calceolaria penlandii
- Calceolaria pennellii
- Calceolaria percaespitosa
- Calceolaria perfoliata
- Calceolaria petioalaris
- Calceolaria phaceliifolia
- Calceolaria phaeotricha
- Calceolaria picta
- Calceolaria pilosa
- Calceolaria pinifolia
- Calceolaria pinnata
- Calceolaria pisacomensis
- Calceolaria platyzyga
- Calceolaria plectranthifolia
- Calceolaria poikilanthes
- Calceolaria polifolia
- Calceolaria polyclada
- Calceolaria polyrrhiza
- Calceolaria procera
- Calceolaria pulverulenta
- Calceolaria pumila
- Calceolaria punicea
- Calceolaria purpurascens
- Calceolaria purpurea
- Calceolaria racemosa
- Calceolaria ramosa
- Calceolaria rariflora
- Calceolaria reichlinii
- Calceolaria revoluta
- Calceolaria rhacodes
- Calceolaria rhododendroides
- Calceolaria rhombifolia
- Calceolaria rinconada
- Calceolaria rivularis
- Calceolaria rosmarinifolia
- Calceolaria rotundifolia
- Calceolaria rubiginosa
- Calceolaria rufescens
- Calceolaria rugulosa
- Calceolaria ruiz-lealii
- Calceolaria rupestris
- Calceolaria salicifolia
- Calceolaria santolinoides
- Calceolaria scabra
- Calceolaria scapiflora
- Calceolaria schickendantziana
- Calceolaria sclerophylla
- Calceolaria segethii
- Calceolaria semiconnata
- Calceolaria sericea
- Calceolaria serrata
- Calceolaria sibthorpioides
- Calceolaria sonchensis
- Calceolaria soratensis
- Calceolaria sotarensis
- Calceolaria sparsiflora
- Calceolaria spathulata
- Calceolaria speciosa
- Calceolaria spruceana
- Calceolaria stellariifolia
- Calceolaria talcana
- Calceolaria tenella
- Calceolaria tenuis
- Calceolaria ternata
- Calceolaria tetragona
- Calceolaria teucrioides
- Calceolaria thyrsiflora
- Calceolaria tomentosa
- Calceolaria trichanthera
- Calceolaria triloba
- Calceolaria trilobata
- Calceolaria tripartita
- Calceolaria tucumana
- Calceolaria umbellata
- Calceolaria undulata
- Calceolaria uniflora
- Calceolaria urticifolia
- Calceolaria utricularioides
- Calceolaria vaccinioides
- Calceolaria valdiviana
- Calceolaria variifolia
- Calceolaria weberbaueriana
- Calceolaria velutinoides
- Calceolaria verbascifolia
- Calceolaria williamsii
- Calceolaria virgata
- Calceolaria viscosa
- Calceolaria viscosissima
- Calceolaria volckmannii
- Calceolaria vulpina
- Calceolaria zamorana